# Chinon
Chinon este un oraș în Franța, sub-prefectură a departamentului Indre-et-Loire, în regiunea Centru. Situat în Valea Loarei, orașul este cunoscut datorită castelului Chinon și al centralei nucleare din vecinătatea acestuia.

## Geografie
Orașul Chinon este situat la 47 km sud-vest de Tours. Așezat pe partea dreaptă a râului Vienne, păstrându-și caracterul medieval cu monumentele și numeroasele case vechi, este un oraș unde trecutul și anvergura istorică a Evului Mediu sunt puțin echivalente în Franța. Chinon este situat în inima Parcului Natural Regional Loire-Anjou-Touraine și marginită de o întinsă pădure, care în trecut ajungea până la castel.

## Turism
Chinon este clasat „Ville d'Art et d'Histoire”. După 300 de ani, Chinon a reușit să capitalizeze în patrimoniul său monumental, pentru a deveni un punct de întalnire cultural și istoric, apreciat și recunoscut. Centrul orașului posedă numeroase case vechi din secolele XIII, XIV și XV, care în marea lor majoritate au fost restaurate în mod remarcabil. Acest patrimoniu excepțional permite regăsirea unei ambianțe medievale caracteristice, aici la Chinon. Anumite case sunt clasate „Monumente Istorice”.
Orașul este bogat în frumoase străzi vechi, începând cu acelea care coboară dinspre castel și care pătrund prin Poarta Vechii Piețe (astăzi disparută). Ar fi de preferat să se străbată micile străzi din centrul orașului cu nume evocatoare: Garenier  à Sel, Impasse des Caves Peintes, Lampron, răscrucea Puits des Bancs, etc …

### Monumente si locuri turistice
- Castelul Chinon, unul dintre castelele importante de pe Valea Loarei
- Muzeul Ioanei d'Arc. Amintirea Ioanei d’Arc și a întrevederii sale într-o cameră de castel cu regele Carol al VII-lea, este foarte prezentă la Chinon. Muzeul este instalat în turnul de la intrarea în castel, Turnul Orologiului. Muzeul prezintă o colecție de opere și obiecte relative care i-au apartinut Ioanei d’Arc și sejurului său în Touraine.
- Muzeul „Prietenii vechiului Chinon” se găsește pe strada Haute Saint-Maurice, în inima orașului istoric, în incinta casei care adăpostea „Etats Generaux”.Edificiu din secolul al XV-lea este unul din cele mai reprezentative din oraș, ca arhitectură, acoperă cinci secole cu o bogată istorie. Restaurat în anii 1970 conține o frumoasă colecție de opere și obiecte ce ilustrează istoria orașului Chinon și a regiunii înconjurătoare, începand din Preistorie până în secolul al XIX-lea. Putem admira aici două opere remarcabile:
  - Prima este celebra capelă Saint-Mexme, cu țesături din secolul al XI-lea, ornate cu gheparzi înfruntând și acompaniind elementele evocării unei vânători.A fost restaurată în 1988.
  - Al doilea este impozantul portret al lui Rabelais, pictat în 1833 de către Eugene Delacroix.
  - La etajul al doilea, Prietenii vechiului Chinon , și-au expus cele mai frumoase piese: faianțe de Langeais, stauete religioase etc.

## Demografie
| 1793  | 1800  | 1806  | 1821  | 1831  | 1836  | 1841  | 1846  | 1851  |
| ----- | ----- | ----- | ----- | ----- | ----- | ----- | ----- | ----- |
| 5 704 | 6 110 | 5 992 | 6 333 | 6 859 | 6 911 | 6 677 | 6 690 | 6 774 |

| 1856  | 1861  | 1866  | 1872  | 1876  | 1881  | 1886  | 1891  | 1896  |
| ----- | ----- | ----- | ----- | ----- | ----- | ----- | ----- | ----- |
| 6 922 | 6 905 | 6 895 | 6 553 | 6 301 | 6 096 | 6 205 | 6 119 | 6 187 |

| 1901  | 1906  | 1911  | 1921  | 1926  | 1931  | 1936  | 1946  | 1954  |
| ----- | ----- | ----- | ----- | ----- | ----- | ----- | ----- | ----- |
| 6 033 | 5 813 | 5 943 | 5 349 | 5 751 | 5 515 | 5 790 | 6 069 | 6 743 |

| 1962                                                          | 1968  | 1975  | 1982  | 1990  | 1999  | 2005  | - | - |
| ------------------------------------------------------------- | ----- | ----- | ----- | ----- | ----- | ----- | - | - |
| 7 593                                                         | 7 735 | 8 014 | 8 622 | 8 627 | 8 716 | 8 169 | - | - |
| Număr reținut începănd cu 1962: Populaţia fără numărări duble |       |       |       |       |       |       |   |   |

## Orașe înfrățite
- Hofheim am Taunus, Germania
- Tiverton, Regatul Unit
- Tenkodogo, Burkina Faso